# Travčice
Travčice település Csehországban, a Litoměřicei járásban. Travčice Křešice, Oleško, Terezín, Libotenice és Bohušovice nad Ohří településekkel határos. Lakosainak száma 603 fő (2024. január 1.).

## Népesség
A település lakosságának változását az alábbi diagram mutatja:
| Lakosok száma | 576  | 689  | 680  | 580  | 554  | 576  | 619  | 595  | 595  | 603  |
|               | 1869 | 1890 | 1921 | 1950 | 1980 | 2001 | 2017 | 2019 | 2022 | 2024 |